# Clethra skutchii
Clethra skutchii är en tvåhjärtbladig växtart som beskrevs av Paul Carpenter Standley och Steyerm. Clethra skutchii ingår i släktet Clethra och familjen Clethraceae. Inga underarter finns listade i Catalogue of Life.